# Falconius longicornis
Falconius longicornis är en insektsart som beskrevs av Deng, W.-a., Z. Zheng och S.-z. Wei 2009. Falconius longicornis ingår i släktet Falconius och familjen torngräshoppor. Inga underarter finns listade i Catalogue of Life.